# 水の星へ愛をこめて (アルバム)
『水の星へ愛をこめて』（みずのほしへあいをこめて）は、森口博子の1枚目のスタジオ・アルバム。1985年11月21日にLP盤が、同年12月5日にCD盤がキングレコード / スターチャイルドから発売された。

## 解説
- 森口博子の初のスタジオ・アルバムで、テレビアニメ『機動戦士Ζガンダム』のオープニングテーマ曲「水の星へ愛をこめて」、挿入歌「銀色ドレス」を収録している。
- 歌詞カードには森口本人のカットもある。
- 1993年12月22日に、CD盤のみ再発売された[1]。

## 批評
| 専門評論家によるレビュー | 専門評論家によるレビュー |
| レビュー・スコア         | レビュー・スコア         |
| 出典                     | 評価                     |
| ------------------------ | ------------------------ |
| CDジャーナル             | 肯定的                   |

『CDジャーナル』は「伸びやかで溌溂とした歌い方が新鮮」と評価している。

## 収録曲

### LPレコード盤
| 全編曲: 馬飼野康二。 |                                |           |            |       |
| #                    | タイトル                       | 作詞      | 作曲       | 時間  |
| 1.                   | 「流星を見てた夜」             | 麻生圭子  | 中崎英也   | 4:37  |
| 2.                   | 「星になった恋」               | 森浩美    | 瀬井広明   | 4:40  |
| 3.                   | 「ウィンター・ウィンク」       | 麻生圭子  | 馬飼野康二 | 3:57  |
| 4.                   | 「銀色ドレス」                 | 井荻麟    | 馬飼野康二 | 3:58  |
| 5.                   | 「スロウ・グッバイが聴こえる」 | 麻生圭子  | 平尾昌晃   | 4:34  |
| 合計時間:            | 合計時間:                      | 合計時間: | 合計時間:  | 21:46 |

| 全編曲: 馬飼野康二。 |                                              |           |                |       |
| #                    | タイトル                                     | 作詞      | 作曲           | 時間  |
| 1.                   | 「水の星へ愛をこめて」(インストゥルメンタル) |           | ニール・セダカ | 2:36  |
| 2.                   | 「Smile Again」                              | 森浩美    | 吉美明宏       | 3:44  |
| 3.                   | 「FREEZE」                                   | 麻生圭子  | 馬飼野康二     | 5:07  |
| 4.                   | 「YOU（愛しい、ひと）」                      | 森浩美    | 馬飼野康二     | 4:03  |
| 5.                   | 「水の星へ愛をこめて」                       | 売野雅勇  | ニール・セダカ | 3:39  |
| 合計時間:            | 合計時間:                                    | 合計時間: | 合計時間:      | 19:09 |

### CD盤
| 全編曲: 馬飼野康二。 |                                              |           |                |       |
| #                    | タイトル                                     | 作詞      | 作曲           | 時間  |
| 1.                   | 「流星を見てた夜」                           | 麻生圭子  | 中崎英也       | 4:37  |
| 2.                   | 「星になった恋」                             | 森浩美    | 瀬井広明       | 4:40  |
| 3.                   | 「ウィンター・ウィンク」                     | 麻生圭子  | 馬飼野康二     | 3:57  |
| 4.                   | 「銀色ドレス」                               | 井荻麟    | 馬飼野康二     | 3:58  |
| 5.                   | 「スロウ・グッバイが聴こえる」               | 麻生圭子  | 平尾昌晃       | 4:34  |
| 6.                   | 「水の星へ愛をこめて」(インストゥルメンタル) |           | ニール・セダカ | 2:36  |
| 7.                   | 「Smile Again」                              | 森浩美    | 吉美明宏       | 3:44  |
| 8.                   | 「FREEZE」                                   | 麻生圭子  | 馬飼野康二     | 5:07  |
| 9.                   | 「YOU（愛しい、ひと）」                      | 森浩美    | 馬飼野康二     | 4:03  |
| 10.                  | 「水の星へ愛をこめて」                       | 売野雅勇  | ニール・セダカ | 3:39  |
| 合計時間:            | 合計時間:                                    | 合計時間: | 合計時間:      | 40:55 |

## 楽曲解説
1. 流星を見てた夜
2. 星になった恋
3. ウィンター・ウィンク
4. 銀色ドレス
  - 「水の星へ愛をこめて」のB面曲。
  - 名古屋テレビ・テレビ朝日系アニメ『機動戦士Ζガンダム』第20話挿入歌
5. スロウ・グッバイが聴こえる
6. 水の星へ愛をこめて (インストゥルメンタル)
7. Smile Again
8. FREEZE
9. YOU（愛しい、ひと）
10. 水の星へ愛をこめて
  - デビューシングル。
  - 名古屋テレビ・テレビ朝日系アニメ『機動戦士Ζガンダム』オープニングテーマ[3]